# Breguet 19
O Breguet 19 é um modelo de avião bombardeiro ligeiro e de reconhecimento produzido pela Breguet a partir de 1924. Teve uma versão civil denominada Breguet 26T.

## Desenvolvimento
O Breguet 19 foi designado para ser o sucessor do bem sucedido bombardeiro leve da Primeira Guerra Mundial o modelo Breguet 14. Inicialmente ele foi projetado para ser equipado com o motor Bugatti U-16 de 450 cavalos-vapor (331 quilowatts), que impulsionava uma hélice quadripá, seu protótipo foi apresentado no 7º Show Aéreo de Paris em novembro de 1921. Um novo design voo em março de 1922, demonstrando um layout convencional com um motor em linha Renault 12Kb também de 450 cv (340 kW). A aeronave foi construída em uma plataforma sesquiplano, após os testes o modelo foi encomendado pelo ramo aéreo do Exército Francês a Aéronautique Militaire em setembro de 1923.
Os primeiros 11 protótipos do Breguet 19 foram equipados por diferentes motores. A grande marca registrada da Breguet foi a grande utilização de duralumínio como material de construção em vez de aço ou madeira. Neste sentido a aeronave era mais rápida que outros bombardeiros e também mais rápido que alguns caças. Por esse motivo despertou um grande interesse mundial e alavancou as exportações da aeronave, a produção em massa para a  Aéronautique Militaire e para exportação começou em na França em 1924.

## Especificações (Br 19 A.2)
Dados de: The Encyclopedia of World Aircraft.
Descrições gerais
- Tripulação: 2
- Capacidade: 6 - passageiros na versão civil
- Comprimento: 9,61 m (32 ft)
- Envergadura: 14,83 m (49 ft)
- Altura: 3,69 m (12 ft)
- Área alar: 50 m² (538 ft²)
- Peso vazio: 1 387 kg (3 060 lb)
- Peso de decolagem: 2 500 kg (5 510 lb)

Motorização
- Número de motores: 1x
- Tipo do motor: Motor a pistão
- Fabricante/modelo: Lorraine 12Ed
- Potência por motor: 450 hp (336 kW)

Performance
- Velocidade máxima: 214 km/h (133 mph)
- Alcance bélico: 800 km (497 mi)
- Tecto de serviço: 7 200 m (23 600 ft)

Armamentos
- Metralhadoras/canhões: 

  - 1x Vickers de 7,7 mm (0,303 in)
  - 2x Lewis de 7,7 mm (0,303 in)
- Bombas: Provisão para bombas leves